# Districtul Pa Tio
Pa Tio (în thailandeză ป่าติ้ว) este un district (Amphoe) din provincia Yasothon, Thailanda. Populația este de 35.208 locuitori, determinată în 31 decembrie 2014, prin înregistrarea rezidenților[*].

## Componență
Districtul este subdivizat în 5 subdistricte (tambon), formate din 57 de sate (muban).
| Nr. | Nume         | În thailandeză | Sate | Locuitori |
| --- | ------------ | -------------- | ---- | --------- |
| 1.  | Pho Sai      | โพธิ์ไทร         | 12   | 6,502     |
| 2.  | Krachai      | กระจาย         | 13   | 7,780     |
| 3.  | Khok Na Ko   | โคกนาโก        | 16   | 8,216     |
| 4.  | Chiang Pheng | เชียงเพ็ง        | 7    | 3,621     |
| 5.  | Si Than      | ศรีฐาน          | 8    | 6,226     |